# Église Saint-Ayoul de Provins
L'église Saint-Ayoul est une église catholique de Provins, en France.

## Localisation
L'édifice est situé dans la ville-basse de Provins, Seine-et-Marne, rue Abélard.

## Historique

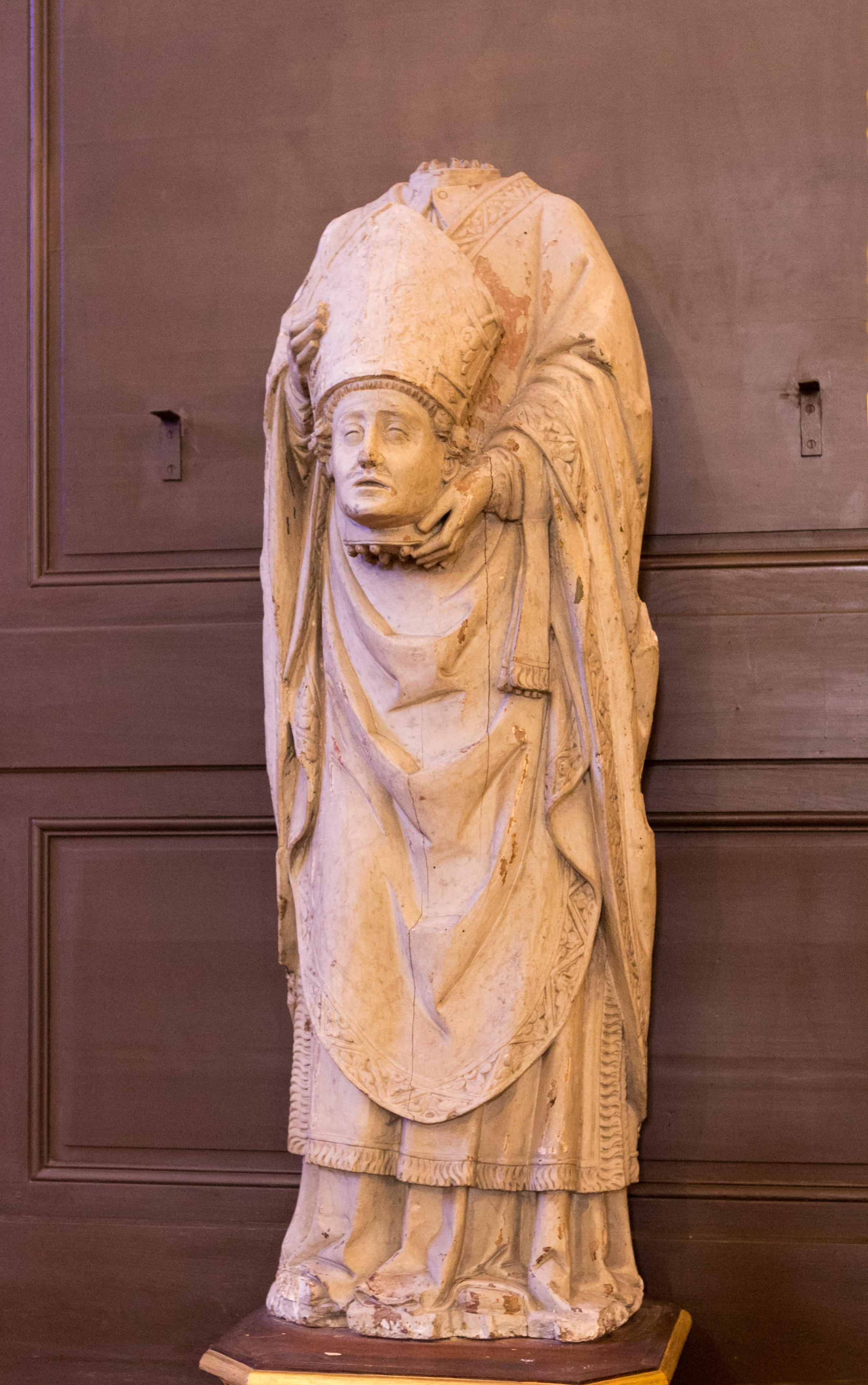
Saint Ayoul céphalophore (XVIe siècle)

L'église est bâtie à la suite de la redécouverte de la sépulture d'Aigulphe de Bourges (connu sous plusieurs autres noms : Au, Ay, Août, Ayeul ou Ayoul), ancien évêque de Bourges enterré dans le plus grand secret en 845. À la suite d'une guérison attribuée à un miracle, ses reliques sont retrouvées en 996 et transférées dans un sanctuaire voisin, transformé en prieuré en 1048, année où l'église Saint-Ayoul de Provins est donnée par Thibaud Ier de Champagne comte de Champagne avec l'autorisation du roi de France Henri Ier de France à l'abbaye Saint-Pierre de Montier-la-Celle qui envoie comme prieur Robert qui sera fondateur de l'abbaye de Molesme en 1075 et de l'abbaye de Cîteaux en 1095.
L'église est alors un lieu de pèlerinage, et son parvis héberge les premières foires commerciales de Provins. L'édifice est partiellement détruit par un incendie en 1157 et immédiatement reconstruit, puis remanié à de nombreuses reprises jusqu'au XVIe siècle.
Pendant la Révolution française, le prieuré Saint-Ayoul est vendu. Une partie du cloître est transformée en habitations, le chœur est utilisé comme lieu de stockage. L'État rachète le monument en 1828 et l'intègre à une caserne militaire. L'église est restaurée au XXe siècle.
L'édifice est protégé au titre des monuments historiques en plusieurs fois : le transept est classé en 1862, la nef en 1909, le chœur, la chapelle et le clocher en 1913; le reste du prieuré est inscrit en 2005 et son aile est classée en 2006.

## Description

### Architecture

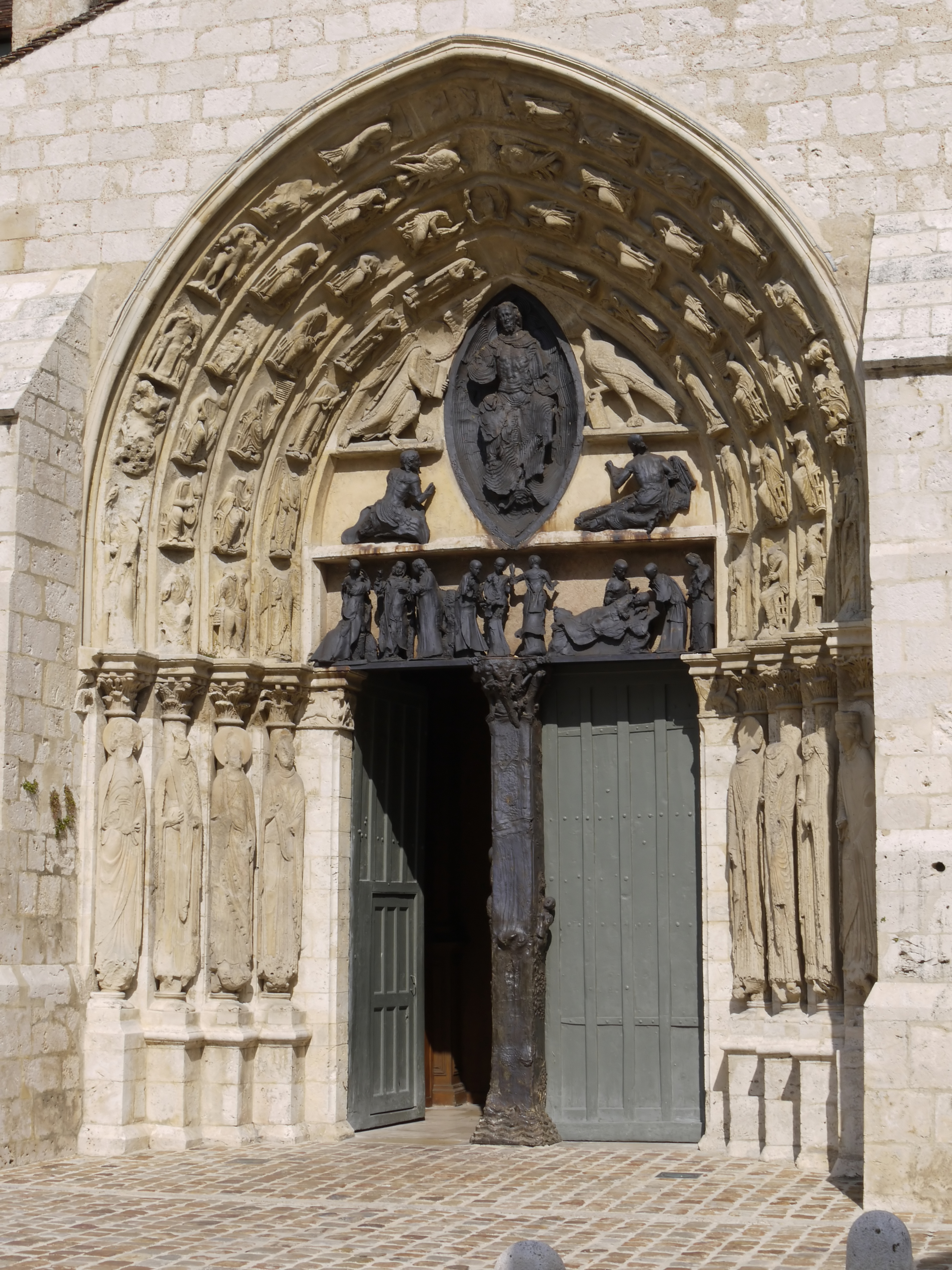
Porche de l'église Saint-Ayoul.

L'architecture principale, datant du XIIe siècle, est de style gothique primitif. De nombreuses parties furent ensuite reconstruites jusqu'à la révolution, une galerie en bois du XVIIIe siècle rompant notamment la symétrie de la façade occidentale.

### Mobilier

#### Sculptures

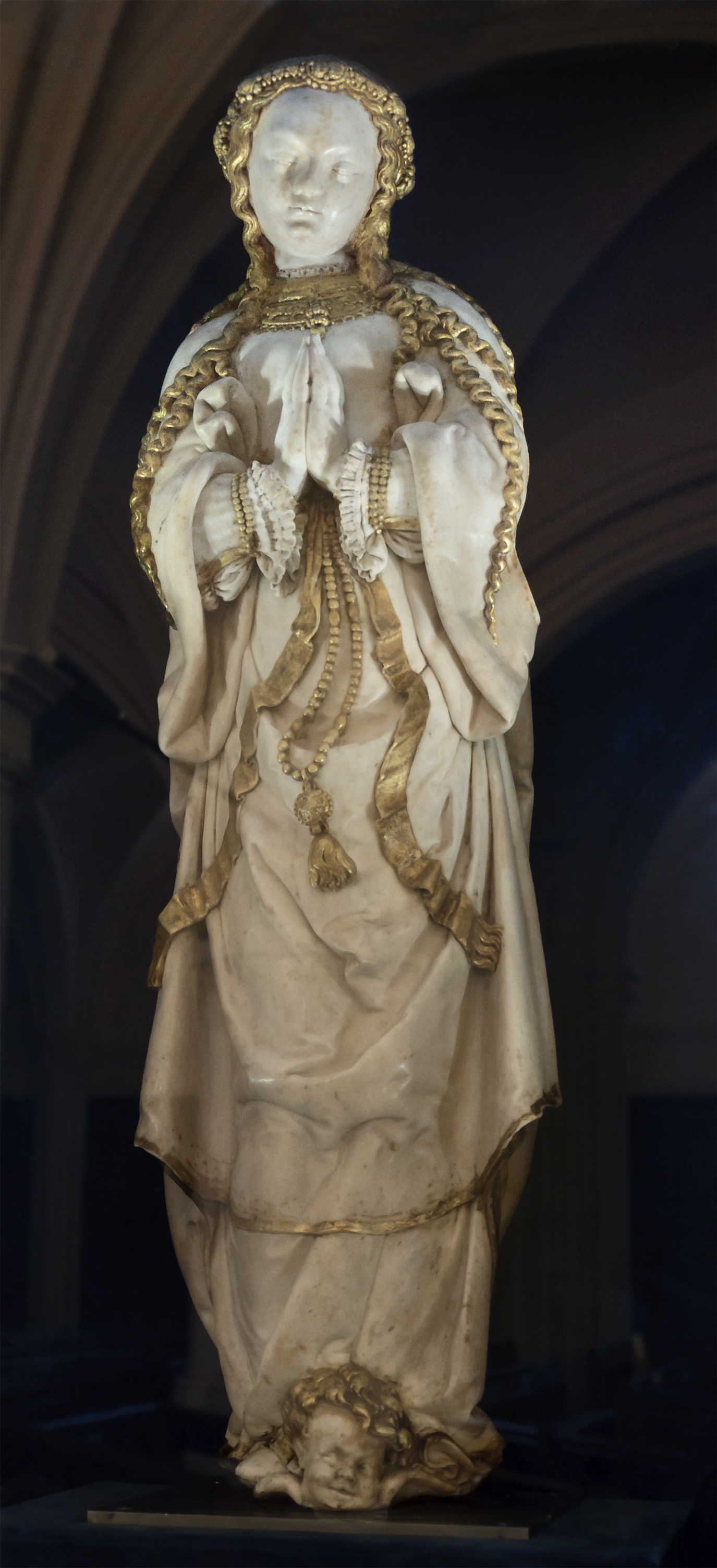
Vierge de l'Assomption, albâtre, XVIe siècle

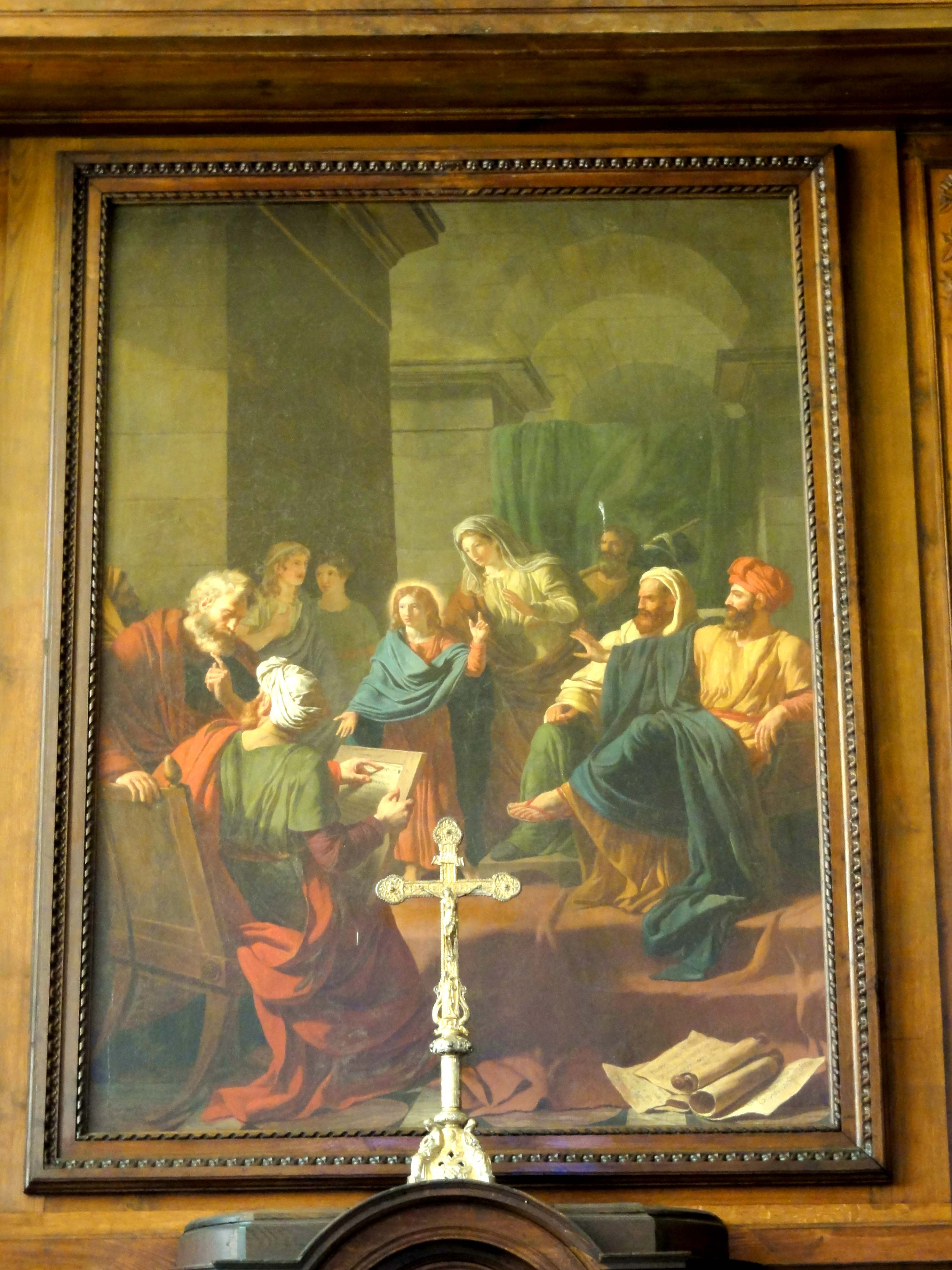
Charles Thévenin, Jésus et les docteurs de la Loi

- La Vierge de Pitié, saint Jean et la Madeleine au pied de la croix (Jacques Jubert, XVIe siècle)[3]
- La Vierge de l'Assomption (XVIe siècle)[4], statue en albâtre rehaussé de peinture dorée, formant un groupe avec deux anges musiciens (XVIe siècle)[5], l'un jouant de l'orgue portatif et l'autre du luth. Une réplique de cette statue se trouve à l'église Saint-André de Saint-André-les-Vergers, dans l'Aube[6],[7].
- Saint Ayoul céphalophore (XVIe siècle)[8]
- Plaque funéraire de Pierre Blasset (Pierre Godot, XVIIe siècle)[9]
- Saint Évêque assis (haut-relief, XVIIe siècle)[10]
- Monument funéraire de F. M. Michelin (XIXe siècle)[11]

#### Peintures
- L'Assomption de la Vierge (XVIIe siècle)[12]
- Le Christ au Calvaire (XVIIe siècle)[13]
- Jésus parmi les docteurs (Charles Thévenin, XVIIIe siècle)[14]

#### Vitraux
- Sainte en prière (XVIIe siècle)[15]
- Verrières (XVIe siècle)[16]

#### Autres objets
- Autel, tabernacle, retable[17]
- Banc des Clercs (XVIIIe siècle)[18]
- Banc des Marguilliers (XVIIIe siècle)[19]
- Clôture de chœur (XVIIIe siècle)[20]
- Orgue de tribune (1777)[21],[22],[23]
- Retable (Pierre Blasset, XVIIe siècle)[24]
- Vantaux (XVIIIe siècle)[25]